# GENTO YOKOHAMA

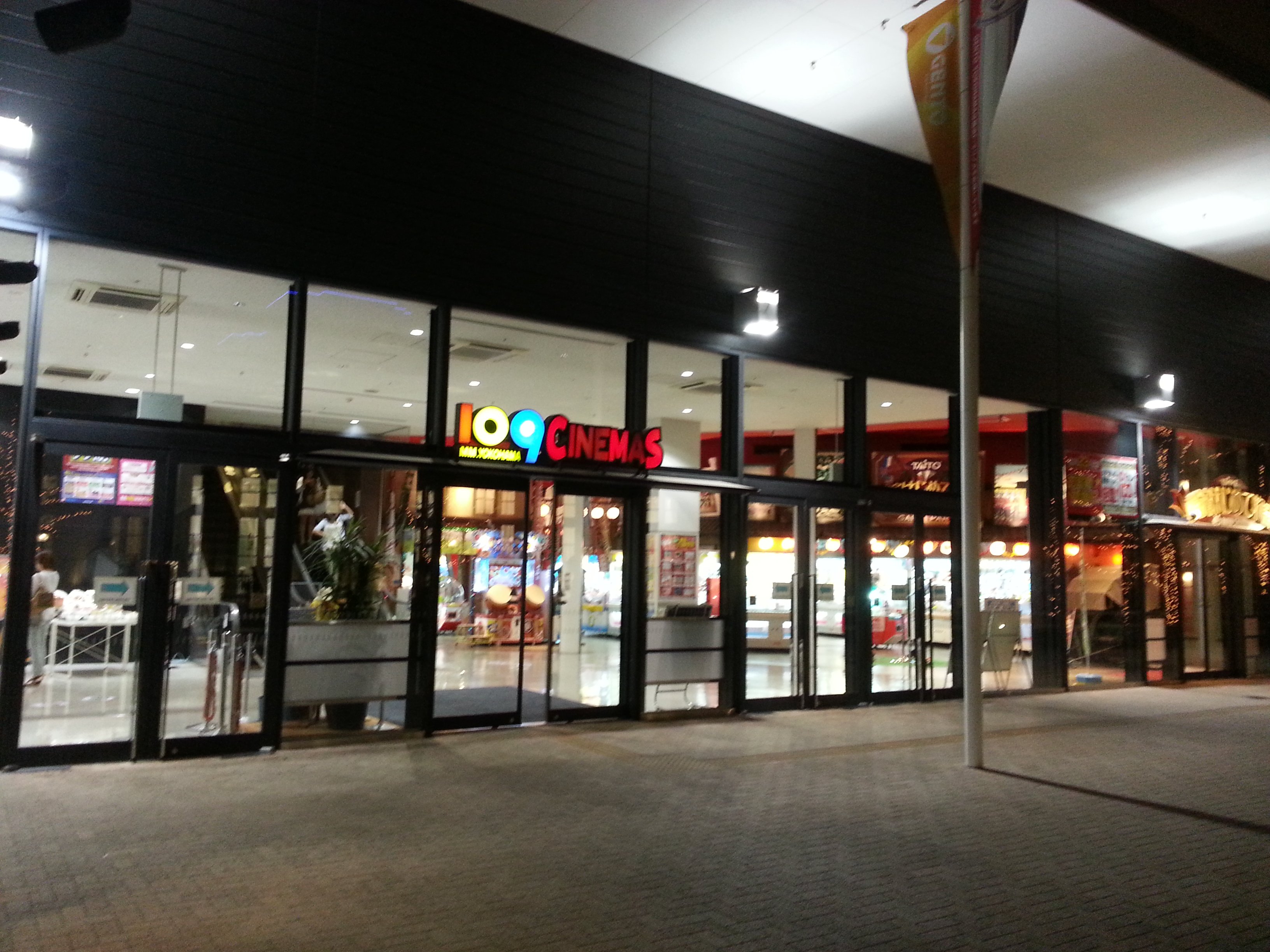
GENTO YOKOHAMA

GENTO YOKOHAMA는 가나가와현 요코하마시 니시구 미나토미라이 21에 있는 상업시설로, 53개의 점포로 되어있는 종합 엔터테인시설이다. 2004년 11월 25일 개업하였다. 제한 대출 센터 구에 있는 임시 시설이며, 차입 기간이 2014년 무렵까지로 되어있다. 109 시네마, 요코하마 BLITZ 등이 있으며, 요코하마 고속 철도 미나토미라이21 선 신타카시마 역에 내리면 바로 있다.